# My Man (chanson de Tamar Braxton)
Pour les articles homonymes, voir My Man.
Singles de Tamar Braxton
If I Don't Have You
(2015) Blind
(2017)
My Man est une chanson de la chanteuse Tamar Braxton, sortie le 27 avril 2017. La chanson est le premier single extrait de son 5eme opus Bluebird of Happiness. Elle est écrite par Tamar Braxton, Tiyon "TC" Christian, Cory Rooney, Bob Robinson Jr. et composée par Bob Robinson Jr.,.
Le single se classe au 3e rang du Adult R&B National Airplay.

## Composition
My Man est un titre R&B qui parle de la relation de ses parents à la suite de leur divorce .

## Performance commerciale
La chanson atteint la 25e place du Hot R&B/Hip-Hop Airplay. Elle se classe au 3e rang du Adult R&B National Airplay.

## Vidéoclip
Le vidéo clip qui illustre la chanson est dirigé par Tamar Braxton. Il démontre Tamar entrant dans un luxueux hôtel afin de surprendre son homme avec une autre femme.

## Pistes et formats
Téléchargement digital
1. "My Man" - 4:12

## Classement hebdomadaire
| Classement (2017)                      | Position position |
| -------------------------------------- | ----------------- |
| US Hot R&B/Hip-Hop Airplay (Billboard) | 25                |
| US Adult R&B Songs (Billboard)         | 3                 |